# فرانکو میکالیتسی
فرانکو میکالیتسی (ایتالیایی: Franco Micalizzi؛ زادهٔ ۲۱ دسامبر ۱۹۳۹) آهنگساز و موسیقی‌دان اهل ایتالیا است. وی در سال ۱۹۸۴ گروه «خانواده میکالیتسی» را همراه با پسرانش کریستیانو و آلِساندرو تأسیس کرد. قطعه او با نام «پازل» در موسیقی متن سریال زیاد ذوق‌زده نشو حضور دارد و بخش آهسته‌ای از آن که برای کلارینت و باسون تنظیم شده، اغلب در این سریال به‌عنوان تم «زُل زدن» استفاده می‌شود.
از فیلم‌هایی که وی در آن‌ها نقش داشته‌است، می‌توان به تقدیم به مادر عزیزم در زادروزش، ببخشید شما نرمال هستید؟، مرد بی‌رحم، به من میگن ترینیتی، دو چهره ترس، اسبان سپید تابستان، مهمان، پرواز به میامی، جنجال در ریو، یورش بزرگ، فضول، ریمینی ریمینی - یک سال بعد، کلاس خصوصی و نفرین اشاره نمود.